# Okrug Kent, Delaware
Kent je jedan od tri okruga savezne američke države Delaware. Nalazi se u srwedišnjem dijelu države između okruga New Castle na sjeveru, i Sussex na jugu. Prostire se na površini od 1.539 km². Glavno središte okruga je Dover. Populacija: 138,752 (2004).
Okrug je dobio ime po engleskoj grofoviji Kent. 

## Naseljena mjesta
- Bowers
- Camden
- Cheswold
- Clayton, dijelom je u okrugu New Castle
- Dover *
- Farmington
- Felton
- Frederica
- Harrington
- Hartly
- Houston
- Kenton
- Leipsic
- Little Creek
- Magnolia
- Milford, dijelom je u okrugu Sussex
- Marydel
- Smyrna dijelom je u okrugu New Castle
- Viola
- Woodside
- Wyoming

## Vanjske poveznice
|  | Zajednički poslužitelj ima još gradiva o temi Okrug Kent, Delaware |